# Cailleville
Cailleville – miejscowość i gmina we Francji, w regionie Normandia, w departamencie Sekwana Nadmorska.
Według danych na rok 1990 gminę zamieszkiwało 208 osób, a gęstość zaludnienia wynosiła 41 osób/km² (wśród 1421 gmin Górnej Normandii Cailleville plasuje się na 694. miejscu pod względem liczby ludności, natomiast pod względem powierzchni na miejscu 685.).